# Середня Кія
Середня Кія́ (рос. Средняя Кия) — село у складі Шилкинського району Забайкальського краю, Росія. Входить до складу Богом'ягковського сільського поселення.

## Населення
Населення — 297 осіб (2010; 357 у 2002).
Національний склад (станом на 2002 рік):
- росіяни — 99 %